# El Anacronópete
El Anacronópete es una novela de ciencia ficción del escritor español Enrique Gaspar y Rimbau, publicada por primera vez en Barcelona en el año 1887. Se la suele considerar la primera novela en presentar la idea de una máquina para viajar en el tiempo, adelantándose a La máquina del tiempo de H.G. Wells. Gaspar y Rimbau escribió El Anacronópete cuando ejercía como cónsul español en Macao en 1881. El autor español hace una crítica social más local y en clave de humor, a diferencia de la que se puede encontrar en la novela de Wells. Enrique Gaspar se habría inspirado en el relato Lumen de Camille Flammarion.
La obra fue compuesta originalmente para ser una zarzuela dividida en tres actos, siendo Gaspar y Rimbau un autor de teatro. Gaspar buscó sin resultado a alguien que pudiera llevar al teatro el libreto, pero el coste de producción era demasiado elevado para cualquier productor. En 1887 Gaspar convirtió la obra en una novela, publicada dentro de la colección Arte y Letras junto con La Metempsícosis y Viaje a China.
El Anacronópete (término que significa el que vuela hacia atrás en el tiempo) es una caja enorme de hierro fundido que navega gracias a la electricidad, usando cuatro grandes cucharas mecánicas para desplazar la atmósfera. Consta de ventanales de observación y diversas maquinarias, incluyendo la que produce el «fluido García», que hace que los pasajeros no rejuvenezcan cuando viajan hacia atrás en el tiempo. La máquina también incluye toda clase de comodidades en su interior y, entre otras maravillas, escobas que barren solas.

## Argumento

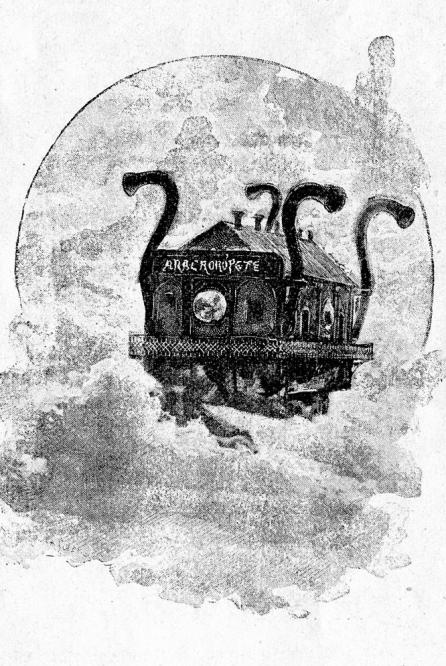
Ilustración del Anacronópete realizada por Francisco Gómez Soler.

En la Exposición Universal de 1878, el español don Sindulfo García presenta su Anacronópete, un vehículo para viajar en el tiempo volando alrededor de la Tierra. Su razón para crear esta máquina es que, luego de la muerte de su antigua esposa, se enamoró de su sobrina Clara, de quien es tutor. Clara no corresponde este amor, y desea estar con su primo don Luis, el capitán de húsares. Incapaz de evitar que se vean, Sindulfo inventa el Anacronópete para volver a una época más retrógrada que le permita imponer su voluntad y casarse con su sobrina. El amigo de Sindulfo llamado Benjamín, sabio estudioso de los idiomas y la historia, quiere usar el aparato para descubrir el secreto de la inmortalidad que, según una inscripción encontrada junto a una momia, se encuentra en la antigua China. Benjamín lleva además una colección de antigüedades y a la momia consigo, para confirmar su valor en la expedición. Los viajeros ("anacronóbatas") deben usar un fluido aislante especial para no rejuvenecer cuando el Anacronópete viaja hacia atrás en el tiempo, el cual evitaría también que los objetos inanimados retrograden a un estado anterior de su existencia. Sindulfo fuerza a Clara y a su criada Juanita a viajar con él y Benjamín en el Anacronópete. El gobierno francés le hace además una petición a Sindulfo: llevar con él a un grupo de mujeres de mala vida para rejuvenecerlas en el viaje a una edad que les permita reformarse. Don Luis, con un grupo de soldados, organiza un rescate, pero todos se ven imposibilitados de escapar del Anacronópete antes de que este parta.
En el viaje los dos sabios discuten sobre la posibilidad de corregir sucesos históricos. Las pasajeras de mala vida rejuvenecen y deben aplicarse el fluido aislante para detener el proceso. Benjamín, por su parte, descubre a través del proceso de retrogradación que algunas de sus antigüedades son baratijas. Deteniéndose en la batalla de Tetuán, el Anacronópete sufre la invasión de un grupo de moros, que son eyectados al vacío durante el vuelo mediante una artimaña de Sindulfo. Don Luis y sus soldados, al no estar aislados por el fluido especial, rejuvenecen hasta desaparecer, para deleite de Sindulfo. Cuando el inventor cae enfermo, Benjamín se encarga de regresar a las mujeres pasajeras rejuvenecidas a su época y recoger suministros.
Benjamín se detiene en el sitio de Granada y se gana los favores de Isabel la Católica con anuncios del futuro. Luego viaja a Rávena en el año 696, consigue víveres y escapa por poco de un enfrentamiento a pedradas entre los habitantes del lugar. Finalmente el Anacronópete llega a China durante el gobierno de Hien-ti, luego de que este decretara luto por la muerte de su esposa. Los anacronóbatas solicitan audiencia con él y, cuando Benjamín le pide la fórmula de la inmortalidad, el emperador decide en secreto ejecutar a los dos hombres y quedarse con las jóvenes. Sin poder impresionarlo con los avances del siglo XIX, Benjamín y Sindulfo aceptan entregar en matrimonio a Clara a cambio del secreto, teniendo Sindulfo la intención de escapar al regresar al Anacronópete. Benjamín sabotea en secreto el vehículo y, quedando varados, no les queda más opción a los viajeros que prepararse para la boda. Sin embargo, el maestro de ceremonias les dice que los ayudará y les revela que es un partidario de la emperatriz Sun-ché, quien fue enterrada viva por querer conseguir el secreto de la inmortalidad. En ese momento, de la caja donde estaba la momia que había llevado Benjamín en el Anacronópete surge la emperatriz viva, quien había retrogradado a su estado anterior al no estar aislada con el fluido de Sindulfo. Tras trazar los planes, se lleva a cabo la ceremonia, en la que se da una revuelta en favor de la emperatriz y Hien-ti es asesinado por los soldados de don Luis. Los mismos habían vuelto a la existencia luego de que Benjamín pusiera el Anacronópete en marcha hacia adelante y se aislaron para no volver a rejuvenecer. Todos, incluyendo a Sun-ché, escapan hacia el Anacronópete y parten hacia la época de Pompeya, donde, según la emperatriz, debería estar enterrada la fórmula de la inmortalidad. Sun-ché parece enamorarse de Sindulfo, quien lo atribuye a una conexión con su antigua mujer a través de la metempsícosis. El inventor, en su locura celosa, engaña a los soldados para terminar eyectándolos por una de las escotillas del Anacronópete en pleno vuelo.
Los viajeros llegan a Pompeya, donde desentierran una cajita en la que, en una cuerda con nudos, está codificado un mensaje que dice que la fórmula de la inmortalidad está en la tierra de Noé. Unos vigilantes nocturnos los confunden con cristianos, por lo que los llevan ante el Prefecto de la ciudad, que condena a Sindulfo a ser lanzado al Vesubio y a los demás a morir devorados por las fieras en el circo de la ciudad. Allí son rescatados por don Luis y su grupo de soldados, quienes sobrevivieron ya que antes de ser eyectados del Anacronópete habían construido una hamaca gigante por debajo de él como escondite en caso de emergencias. Los militares usan sus armas de fuego para defenderse de los habitantes furiosos que reclamaban su espectáculo circense. En ese momento hace erupción el Vesubio y los viajeros, protegidos del material ardiente por el fluido aislante del Anacronópete, escapan hacia el vehículo y ponen marcha a la época de Noé.
A mitad de camino el Anacronópete queda detenido en el aire sin explicación. Los soldados se ponen a tirar por la borda el cargamento para aligerar el vehículo, sin darse cuenta de que se trata de las provisiones. Luego de diez días sin comida aparece Sindulfo una vez más. Aislado por su fluido especial, resistió el calor y los golpes del Vesubio y, en el momento en que este hizo erupción, salió disparado entrando por uno de los tubos de desalojamiento atmosférico del Anacronópete. Consumido por los celos al ver a Clara y Luis felices, saboteó el mecanismo del vehículo para condenar a todos a morir de hambre. En ese momento empieza a caer por la claraboya del techo una sustancia alimenticia y una bandada de aves. Deducen así que están sobre el desierto en el que el pueblo judío recibió el maná y las codornices durante el Éxodo. Los viajeros se aprovisionan y Sindulfo, dándose por vencido esta vez, pone el aparato de nuevo en marcha. Los demás lo encierran para evitar que cometa más locuras.

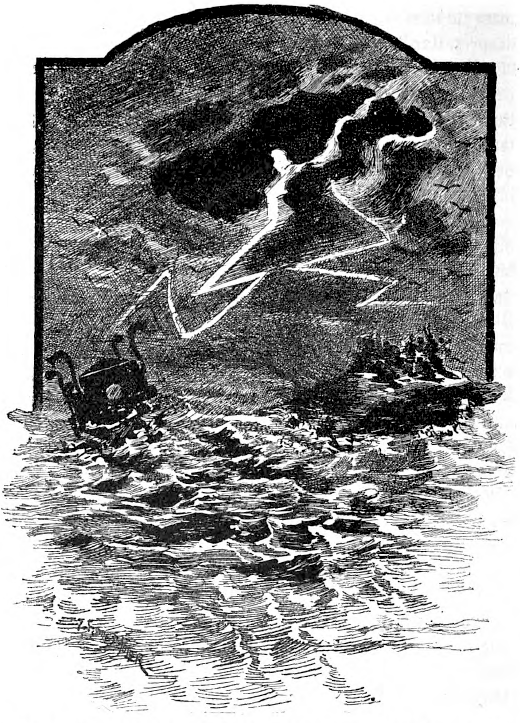
El Anacronópete durante el Diluvio.

Llegados al tiempo de Noé, los viajeros del Anacronópete se dirigen al jefe de una tribu, quien les descifra el significado de los nudos de la cuerda. La misma asegura que la vida eterna está en conocer a Dios, por lo que el secreto de la inmortalidad consistía solamente en un precepto moral y religioso. En ese momento comienza el Diluvio, del que los viajeros creían estar a salvo por haber calculado que llegaron cientos de años más tarde. Sindulfo les revela que él saboteó los relojes del Anacronópete para confundirlos. Los viajeros escapan y ponen en marcha el aparato nuevamente, pero se percatan de que este se mueve a toda velocidad hacia el pasado, gracias a otro sabotaje del inventor. Sin poder detenerse, el Anacronópete se sumerge en el caos primordial y es destruido. La novela termina revelando que todo fue un sueño que Sindulfo tuvo mientras miraba una representación de una obra de Julio Verne, junto a Benjamín, Juanita y Clara casada con don Luis.

## Impacto cultural
El Anacronópete tuvo una aceptación tibia por parte del público local. Una explicación probable es que el autor utilizó el viaje en el tiempo para hacer una profunda crítica social de la España de la época, buscando en la historia las causas de la decaída del imperio español. En lo que se refiere a novelas de esta temática, El Anacronópete quedó opacado por La máquina del tiempo de H.G. Wells. Si bien varias críticas de la época se enfocan en el humor y las ilustraciones, no se hace hincapié en el ejercicio de especulación científica.
La novela volvió a editarse en 2001 y se reimprimió en 2011. En ocasión del aniversario 130 la Editorial Gaspar y Rimbau publicó una reedición de características facsimilares con correcciones y comentarios agregados.
La versión original en formato de zarzuela fue rescatada a partir de manuscritos del autor por la licenciada en filosofía Virginia Martín Dávila en 2020. Un año después el guion en forma de libro fue publicado por la Editorial Gaspar & Rimbau.
El Anacronópete aparece en el quinto episodio de la cuarta temporada de la serie española El Ministerio del Tiempo.